# 拉巴尔德
拉巴尔德（法語：La Barde，法語發音：[la baʁd]）是法国滨海夏朗德省的一个市镇，位于该省东南部，属于容扎克区。

## 地理
拉巴尔德（45°7'24"N, 0°2'24"W）面积21.25 平方千米，位于法国新阿基坦大区滨海夏朗德省，该省份为法国西部滨海省份，北起旺代省，西临大西洋，南至吉倫特省，东南接多爾多涅省，东北接德塞夫勒省接壤，东临夏朗德省。
与拉巴尔德接壤的市镇（或旧市镇、城区）包括：圣艾居兰、圣马丹德库、拉罗什沙莱、沙马代勒、莱塞格利索特和沙洛尔。

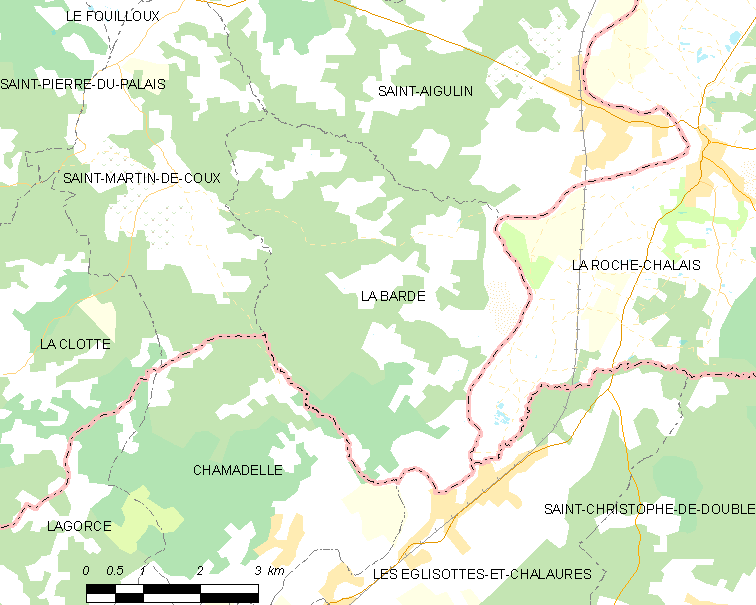
拉巴尔德的OSM定位图

拉巴尔德的时区为UTC+01:00、UTC+02:00（夏令时）。

## 行政
拉巴尔德的邮政编码为17360，INSEE市镇编码为17033。

## 政治
拉巴尔德所属的省级选区为三山县。

## 人口

1962-2008年间拉巴尔德人口变化图示

拉巴尔德于2022年1月1日时的人口数量为496人。